# 贡希尔德·霍夫迈斯特
贡希尔德·霍夫迈斯特（德語：Gunhild Hoffmeister，1944年7月6日—），德国女子田径运动员。她曾代表东德参加1972年和1976年夏季奥林匹克运动会田径比赛，获得二枚银牌和一枚铜牌。